# Рябово (присілок, Увинський район)
Ря́бово (рос. Рябово) — присілок у складі Увинського району Удмуртії, Росія.

## Населення
Населення — 140 осіб (2010; 154 в 2002).
Національний склад станом на 2002 рік:
- удмурти — 56 %
- росіяни — 41 %

## Урбаноніми[3]
- вулиці — Молодіжна, Східна, Центральна